# 本村三四子
本村 三四子（もとむら みよこ、1944年3月4日 - ）は、日本の元漫画家。山口県出身。
山口県立徳山高等学校卒業。名前の由来は、三月四日生まれから。
ドラマ化、その後映画化もされた「おくさまは18歳」の原作者として知られるが、2018年現在は引退状態にある。

## 主な作品リスト

### 漫画作品
★は連載作品。
- 友情のかけ橋（『すみれ』40号）
- お姉さんは幸せ（『すみれ』44号）
- バナナとサンゴ（『風車』45号）
- 先生のおきにいり（『別冊マーガレット』1966年10月号） - 『すてきなパメラ』に収録。
- リザのホームラン（『別冊マーガレット』1966年11月号）
- すばらしき聖夜（『別冊マーガレット』1966年12月号）
- しあわせなベス（『別冊マーガレット』1967年1月号） - 『すてきなパメラ』に収録。
- おかしな おかしな おかしな 冒険（『花びら』5号）
- 学園のきまぐれ娘（『別冊マーガレット』1967年2月号） - 『すてきなパメラ』に収録。
- にくいあいつ（『別冊マーガレット』1967年3月号） - 『すてきなパメラ』に収録。
- すてきなパメラ（『別冊マーガレット』1967年4月号） - 『すてきなパメラ』に収録。
- おにいさん（『週刊マーガレット』1967年19号）
- シシィの休暇（『別冊マーガレット』1967年5月号）
- リリーの特ダネ（『別冊マーガレット』1967年6月号）
- ★ パティの初恋（『週刊マーガレット』1967年26号 - 31号） - 『太陽のカトリーヌ』に収録。
- 陽気なキャサリン（『別冊マーガレット』1967年7月号）
- ミニスカートのミニー（『別冊マーガレット』1967年8月号）
- ★ 太陽のカトリーヌ（『週刊マーガレット』1967年36号 - 44号） - 『太陽のカトリーヌ』に収録。
- マギーはおとしごろ（『別冊マーガレット』1967年9月号）
- マドモアゼル・ビビ（『別冊マーガレット』1967年10月号）
- スコシアードのナンシー（『別冊マーガレット』1967年11月号）
- ★ 初恋さんこんにちは!（『週刊マーガレット』1967年51号 - 1968年8号） - 『初恋さんこんにちは!』に収録。
- キティーのホワイトXマス（『別冊マーガレット』1967年12月号）
- パリのお嬢さん（『別冊マーガレット』1968年1月号） - 『おくさまは18歳(4)』に収録。
- ミリーとやんちゃベビー（『別冊マーガレット』1968年3月号）
- ★ 夢見るコリンヌ（『週刊マーガレット』1968年11号 - 25号） - 『夢みるコリンヌ』に収録。
- 拝啓プレイボーイ殿（『別冊マーガレット』1968年6月号） - 『おくさまは18歳(4)』に収録。
- ★ Oh! ジニー（『週刊マーガレット』1968年28号 - 47号） - 『Oh! ジニー』に収録。
- 青春はひとりぼっち（『マーガレット増刊』1968年8月20日号）
- 魅力的かしら?（『別冊マーガレット』1968年9月号）
- わたしは名剣士（『別冊マーガレット』1968年11月号）
- ★ 青い星かげに（『週刊マーガレット』1968年50号 - 1969年13号）
- 学園のウルトラ娘（『別冊マーガレット』1969年1月号）
- とべ!光の輪のなかで（『デラックスマーガレット』1969年冬の号） - 『Oh! ジニー(2)』に収録。
- リトル・フェアリー（『別冊マーガレット』1969年3月号） - 『Oh! ジニー(1)』に収録。
- ポニーにおまかせ（『別冊マーガレット』1969年4月号）
- ★ Hi,コニーよ!（『週刊マーガレット』1969年15号 - 29号）
  - （総集編）Hi,コニーよ!（『別冊マーガレット』1971年2月号 - 1971年4月号）
- ★ 恋ってなあに?（『週刊セブンティーン』1969年17号 - 1970年51号）
- ちびっこ社長（『週刊マーガレット』1969年32号） - 『Oh! ジニー(2)』に収録。
- ★ おくさまは18歳（『週刊マーガレット』1969年33号 - 1970年32号） - 『おくさまは18歳』に収録。
- ★ リミーにおまかせ!? －続・おくさまは18歳－（『週刊マーガレット』1970年35号 - 1971年11号）
- 西日（『別冊マーガレット』1970年11月号）
- レモンティの味（『週刊セブンティーン』1971年5号）
- ★ さえてるあいつ（『週刊マーガレット』1971年16号 - 24号） - 『さえてるあいつ』に収録。
- 青春のたわむれ（『別冊マーガレット』1971年5月号）
- ★ ホヤホヤなんです（『non-no』1971年6月20日号 - 11月5日号）
- 麻沙美の朝（『週刊マーガレット』1971年29号） - 『サービス満点おとまりはこちら』に収録。
- ビッキー本番よ!（『別冊マーガレット』1971年9月号）
- ★ 初恋によろしく!（『週刊マーガレット』1971年36号 - 43号）
- 恋人たちはいま…（『週刊セブンティーン』1971年41号）
- 風の季節に…（『週刊マーガレット』1971年47号） - 『ガッツななかまたち』に収録。
- 恋はいかが?（『別冊マーガレット』1971年12月号）
- 美人でごめんネ!（『週刊マーガレット』1972年2・3合併号） - 『さえてるあいつ』に収録。
- 雪がふる…（『別冊マーガレット』1972年3月号）
- 恋せよ浪人（『週刊マーガレット』1972年29号）
- ★ ガッツななかまたち（『週刊マーガレット』1972年31号 - 38号） - 『ガッツななかまたち』に収録。
- バイバイ・ラブ!（『別冊マーガレット』1972年11月号）
- 恋はきまぐれ（『週刊マーガレット』1972年44号）
- ★ リリとのっぽくん（『週刊マーガレット』1972年52号 - 1973年7号）
- モンマルトルの冬（『別冊マーガレット』1973年1月号）
- 銀色の夜明け（『別冊マーガレット』1973年3月号）
- パリのシンデレラ（『週刊マーガレット』1973年14号）
- ちょっと待ってアボ（『別冊マーガレット』1973年6月号）
- 恋のバンガロー（『週刊マーガレット』1973年26号） - 『恋のバンガロー』に収録。
- 潮風のメロディー（『週刊マーガレット臨時増刊』1973年8月15日号）
- やさしく愛して!!（『別冊マーガレット』1973年9月号）
- 山彦の詩（『週刊マーガレット』1973年37号） - 『恋のバンガロー』に収録。
- ロールスロイスはお好き?（『週刊マーガレット』1973年44号） - 『恋のバンガロー』に収録。
- あたしってダメね!!（『別冊マーガレット』1973年12月号）
- パリの恋ドロボー（『週刊マーガレット』1974年1号） - 『恋のバンガロー』に収録。
- 香子の恋うらない（『別冊マーガレット』1974年3月号）
- かえ玉にご用心!!（『週刊マーガレット』1974年15号）
- さよならはいちどだけ（『週刊マーガレット』1974年24号） - 『さよならはいちどだけ』に収録。
- おじさまと私（『花とゆめ』1974年7月号）
- ごめんあそばせ!（『別冊マーガレット』1974年8月号）
- ブルージーン・ブルース（『月刊セブンティーン』1974年10月号）
- ハロー!幸せさん（『花とゆめ』1974年10月号） - 『さよならはっか糖』に収録。
- 雨に消えた初恋（『週刊マーガレット』1974年45号） - 『サービス満点おとまりはこちら』に収録。
- わたしあげます!（『月刊セブンティーン』1975年1月号）
- 雪やこんこん（『花とゆめ』1975年1月号） - 『さよならはっか糖』に収録。
- オレンジ色のあした（『週刊マーガレット』1975年7号） - 『さよならはいちどだけ』に収録。
- ほら春風が…（『花とゆめ』1975年6号） - 『さよならはっか糖』に収録。
- 5月のマリアンヌ（『月刊セブンティーン』1975年6月号）
- 恋も花さくすみれ荘（『週刊マーガレット』1975年22号）
- ママの初恋（『花とゆめ』1975年13号） - 『さよならはっか糖』に収録。
- 木もれび（『花とゆめ』1975年16号）
- 花嫁はだれなのさ!（『週刊マーガレット』1975年37号） - 『さよならはいちどだけ』に収録。
- 誘惑しちゃうから!（『週刊マーガレット』1975年48号）
- さよならはっか糖（『花とゆめ』1976年1号） - 『さよならはっか糖』に収録。
- 白いバカンス（『週刊マーガレット』1976年6号）
- サービス満点おとまりはこちら（『週刊マーガレット』1976年34号） - 『サービス満点おとまりはこちら』に収録。
- 愛は風…（『週刊マーガレット』1976年43号）
- ぼくのイモ姉ちゃん（『月刊セブンティーン』1977年1月号）
- 明日またね!（『花とゆめ』1977年5号）
- 出発の詩（『月刊セブンティーン』1978年3月号）

### 書籍
- 『舞姿は母に似て』、光伸書房 〈東京・日の丸文庫 日の丸少女シリーズ〉、A5判
- 『夢見る少女ナナ』、光伸書房 〈日の丸文庫 日の丸少女シリーズ〉、A5判
- 『霧の館』、光伸書房 〈東京・日の丸文庫 少女スリラーシリーズ〉、A5判
- 『幸福えの序曲』、金園社 〈虹文庫〉、A5判
- 『幸せさんこんにちは』、金園社 〈虹文庫〉、A5判
- 『朝やけ空と若い声』、金園社 〈虹文庫〉、A5判
- 『あすはしあわせ』、若木書房 〈ひまわりブック〉、A5判
- 『私の小さな天使』、若木書房 〈三四子長編シリーズ〉、A5判
- 『赤い日記帳』、若木書房 〈三四子長編シリーズ〉
- 『お嬢さん先生』、若木書房 〈三四子長編シリーズ〉
- 『下町の王女さま』、若木書房 〈三四子長編シリーズ〉、A5判
- 『風そよぐころ』、若木書房 〈三四子長編シリーズ〉、A5判
- 『春風のうた』、若木書房 〈若木青春コミックス〉、A5判
- 『ソーダラップお嬢さん』、さいとうプロ、A5判
- 『瀬戸の初恋』、文華書房 〈花びらブックス〉、A5判
- 『にくいあいつ』、文華書房
- 『すてきなパメラ』、曙出版 〈ロマン・コンパクト〉 1968年6月20日発行、新書判 - 「瀬戸の初恋」も収録
- 『太陽のカトリーヌ』、集英社 〈マーガレットコミックス〉 1968年11月20日初版発行、新書判
- （白泉社版）『太陽のカトリーヌ』、白泉社 〈花とゆめコミックス〉 1975年8月10日初版発行、新書判
- 『夢みるコリンヌ』、集英社 〈マーガレットコミックス〉 1969年7月20日初版発行、新書判
- （文庫版）『夢みるコリンヌ』、集英社 〈集英社漫画文庫〉 1976年11月30日初版発行、ISBN 4-08-612044-5、文庫判
- 『初恋さんこんにちは!』、集英社 〈マーガレットコミックス〉 1970年2月20日初版発行、新書判
- 『おくさまは18歳』、集英社 〈マーガレットコミックス〉 、全4巻、新書判
  1. もてもてリッキー先生の巻 1970年11月20日初版発行
  2. リンダ ご用心！の巻 1970年11月20日初版発行
  3. ふたりはピンチの巻 1971年2月20日初版発行
  4. ベビーがほしいわ！の巻 1971年2月20日初版発行
- （文庫版）『おくさまは18歳』、集英社 〈集英社漫画文庫〉 、全3巻、文庫判
  1. 1976年11月30日初版発行、ISBN 4-08-612045-3
  2. 1976年11月30日初版発行、ISBN 4-08-612046-1
  3. 1976年12月31日初版発行、ISBN 4-08-612047-X
- 『Oh! ジニー』、集英社 〈マーガレットコミックス〉 、全2巻、新書判
  1. オークランドのやんちゃ娘の巻 1971年7月20日初版発行
  2. ステディがほしいわ！の巻 1971年7月20日初版発行
- 『恋ってなあに?』、集英社 〈セブンティーンコミックス〉 1972年3月10日初版発行、新書判 - 33話分収録
- 『さえてるあいつ』、集英社 〈マーガレットコミックス〉 1972年6月20日初版発行、新書判
- 『続・恋ってなあに?』、集英社 〈セブンティーンコミックス〉 1973年3月10日初版発行、新書判 - 33話分収録
- 『ガッツななかまたち』、集英社 〈マーガレットコミックス〉 1973年7月20日初版発行、新書判
- 『恋のバンガロー』、集英社 〈マーガレットコミックス〉 1975年11月20日初版発行、新書判
- 『さよならはっか糖 本村三四子傑作集』、白泉社 〈花とゆめコミックス〉 1977年2月20日初版発行、新書判
- 『さよならはいちどだけ』、創美社 〈マーガレットレインボーコミックス〉 1977年4月25日初版発行、新書判
- 『サービス満点おとまりはこちら』、創美社 〈マーガレットレインボーコミックス〉 1977年8月25日初版発行、新書判